# Ausschuss für Finanzstabilität
Der Ausschuss für Finanzstabilität (AFS) wurde 2013 aufgrund § 2 des Finanzstabilitätsgesetzes (FinStabG) beim Bundesministerium der Finanzen eingerichtet und hat insbesondere die Aufgabe, die für die Finanzstabilität maßgeblichen Sachverhalte regelmäßig zu erörtern und bei identifizierten Gefahren vor diesen zu warnen.

## Mitglieder
Der Ausschuss ist beim Bundesministerium der Finanzen errichtet. Ihm gehören an:
- drei Vertreter der Deutschen Bundesbank,
- drei Vertreter des Bundesministeriums der Finanzen,
- drei Vertreter der Bundesanstalt für Finanzdienstleistungsaufsicht (BaFin),
- sowie das für den Geschäftsbereich Abwicklung zuständige Mitglied des Direktoriums der BaFin – ohne Stimmrecht.

Damit sind diejenigen öffentlichen Institutionen im Ausschuss vertreten, die sich mit der Überwachung des Finanzsystems auf nationaler Ebene befassen.

## Aufgaben
Zentrale Aufgaben des AFS sind die Überwachung der Risikolage und die Kommunikation zu Finanzstabilitätsrisken. In den regelmäßig stattfindenden Sitzungen werden die Analysen zur Risikolage, Widerstandsfähigkeit und Entwicklungen im Finanzsystem und ihre Auswirkungen auf die Finanzstabilität diskutiert. Kommt der AFS zu dem Ergebnis, dass sich Risiken für die Finanzstabilität aufbauen, kann er Warnungen aussprechen oder Empfehlungen abgeben (§ 3 FinStabG), mit denen er auf Risiken aufmerksam macht oder z. B. den Einsatz von makroprudenziellen Instrumenten empfehlen kann.
Der AFS tagt in der Regel einmal im Quartal. Die Beratungen sind vertraulich. Das Bundesministerium der Finanzen unterrichtet den Lenkungsausschuss im Sinne des § 4 Abs. 1 Satz 2 des Stabilisierungsfondsgesetz (StFG). Im Besonderen berichtet er über die Entwicklungen der Finanzstabilität und über die Beschlüsse und sonstigen Entscheidungen des AFS (§ 2 FinStabG). Zudem erstattet der AFS dem Deutschen Bundestag mindestens einmal jährlich Bericht über die Lage und Entwicklung der Finanzstabilität sowie über seine Tätigkeit nach § 2 Abs. 9 FinStabG.
Der AFS arbeitet nach § 4 FinStabG eng mit dem Europäischen Ausschuss für Systemrisiken (ESRB) und, soweit notwendig, mit den für die Wahrung der Finanzstabilität zuständigen Behörden der anderen EU-Mitgliedstaaten zusammen.